# ソビエスキ家

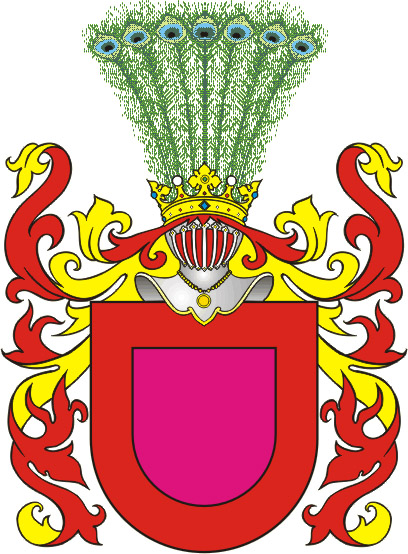
ソビェスキ家の「二重盾（Janina）」の紋章

ソビェスキ家（ポーランド語：Sobiescy, ソビェースツィ）は、ポーランド貴族（シュラフタ）の家系。「ソビェスキ家」を意味するソビェスツィ（Sobiescy）は男性人間形複数で、個人の姓については男性の場合はソビェスキ（Sobieski, ソビェースキ）、女性の場合はソビェスカ（Sobieska, ソビェースカ）となる。
一族の言い伝えによれば、先祖は13世紀のポーランド君主レシェク2世（黒公）というが、現代の歴史家によって否定されている。一族は16世紀・17世紀に権勢を強め、1674年には一族からヤン3世ソビェスキが国王に選出されるに至った。ヤン3世の男系直系はその祖父であるマレク・ソビェスキに始まるが、ヤン3世の長男ヤクプ・ルドヴィク・ソビェスキの死で1737年には断絶している。

## 輩出した人物
- マレク・ソビェスキ（1549年/1550年 - 1605年） - ルブリン県知事
- ヤクプ・ソビェスキ（1590年 - 1646年） - ルーシ県知事、クラクフ城代
- ヤン3世ソビェスキ（1629年 - 1696年） - ポーランド・リトアニア共和国の国王
- テレサ・クネグンダ・ソビェスカ（1676年 - 1730年） - バイエルン選帝侯マクシミリアン2世エマヌエルの妻
- ヤクプ・ルドヴィク・ソビェスキ（1667年 - 1737年） - ポーランド国王候補、一族最後の男子
- マリア・クレメンティナ・ソビェスカ（1702年 - 1735年） - イングランド、スコットランド王位要求者ジェームズ・フランシス・エドワード・ステュアートの妻